# Iñaki Esnaola Etcheverry
Iñaki Esnaola Etcheverry (Deba, Guipúscoa, 1948) és un polític i advocat basc d'ideologia independentista basca. Va ser diputat del Congrés entre 1982 i 1990, així com parlamentari basc en dues etapes diferents 1980-82 i 1990-91. En la dècada de 1980 va ser un dels principals capdavanters i portaveus de la coalició Herri Batasuna. Des de principis de la dècada de 1990 roman allunyat de la política i dedicat a l'advocacia.

## Inicis
Va estudiar la carrera de dret. A partir de 1973 va començar a fer-se conegut durant la Transició Espanyola com advocat de presos polítics, relacionats amb l'independentismo basc i amb ETA. Aquestes actuacions com advocat li van donar un nom i una reputació dintre del món abertzale. Ell mateix va iniciar la seva marxa política integrant-se en les files de la coalició Euskadiko Ezkerra en 1977. Va formar part de la candidatura d'EE per Guipúscoa al Congrés dels Diputats a les Eleccions generals espanyoles de 1977. No obstant això va ser un dels membres de EE que, descontentaments amb la línia política seguida per EIA i EMK (partits que controlaven EE) durant la Legislatura Constituent d'Espanya (1977-79), van abandonar la coalició per a participar en la fundació d'Herri Batasuna en 1978.

## Dirigent d'Herri Batasuna
Esnaola va ser dirigent d'Herri Batasuna i un dels seus portaveus des de la fundació d'aquesta coalició fins a 1991, formant part com independent de les successives Taules Nacionals que van governar aquesta coalició. Durant la dècada de 1980 va ser un dels rostres més coneguts de la coalició abertzale, va anar en nombroses ocasions portaveu de la mateixa i va exercir càrrecs públics en diferents institucions. Esnaola va ser escollitt parlamentari basc a les primeres eleccions autonòmiques basques celebrades en 1980. Va ocupar el càrrec de parlamentari basc entre el 31 de març de 1980 i el 24 de novembre de 1982. Va dimitir del seu càrrec per a presentar-se al Congrés. Va ser escollit Diputat del Congrés en 1982 com a candidat d'Herri Batasuna per Guipúscoa. Va tornar a ser triat Diputat en dues ocasions més, en 1986 i 1989. A causa del boicot de la seva coalició a les institucions polítiques espanyoles no va prendre possessió de la seva acta de diputat ni en la II, ni en la III Legislatures.

## Relacions amb ETA
Paral·lelament a la seva labor política va seguir exercint durant la dècada de 1980 com a advocat defensor de membres d'ETA i de l'esquerra abertzale. El 22 d'octubre de 1981 Esnaola va ser detingut per la policia acusat de connexions amb membres d'ETA, però va ser alliberat sense càrrecs als pocs dies. Menys pública que la seva labor com a advocat, però no per això menys notòria va ser la seva labor com enllaç en diferents negociacions entre els governs espanyol i ETA. En 1984 va tractar de convèncer la direcció d'ETA perquè es reunís amb representants espanyols a Bordeus, en una trobada que va intentar propiciar el govern francès. El rebuig de la direcció etarra a aquestes reunions va fer que l'executiu francès donés via lliure a una estreta col·laboració policial i judicial amb les autoritats espanyoles. També va intervenir com a assessor d'ETA en la primera etapa de les Converses d'Alger (fins a 1987). Per aquell temps dirigiria les negociacions Txomin Iturbe Abasolo, número u d'ETA, amb el qual mantenia una relació d'amistat personal. Després de la mort accidental a la capital magrebina de Txomin Iturbe, va quedar apartat de la negociacions.

## Atemptat i desvinculació d'Herri Batasuna
En 1989, després de ser escollit per tercera vegada diputat, Herri Batasuna es va decidir participar per primera vegada en les institucions polítiques espanyoles. La sessió d'investidura en el Congrés s'anava a celebrar el dia 21 de novembre. La nit anterior, 20 de novembre, els congressistes i senadors electes d'Herri Batasuna, entre ells Esnaola, sopaven a l'hotel Alcalá de Madrid i preparaven l'estratègia per a la sessió de l'endemà. Va ser llavors quan van entrar dos pistolers encaputxats en el reservat que ocupaven els dirigents abertzales i van disparar contra el grup, i van causar la mort per ferides de bala de Josu Muguruza i ferides greus al mateix Iñaki Esnaola. Esnaola era juntament amb Jon Idigoras, l'objectiu principal dels assassins i va rebre dos impactes de bala, que no obstant això no van posar fi a la seva vida. L'atemptat va ser atribuït a un grup ultradretà espanyol.
Esnaola aconseguiria recuperar-se de les ferides, però abandonaria el seu càrrec com a diputat el 2 d'octubre de 1990 i va ser substituït pel seu company Rafael Díez Usabiaga. La seva dimissió com a congressista preparava la seva tornada al Parlament Basc, per al qual seria escollit parlamentari a les eleccions al Parlament Basc de 1990. Tradicionalment convençut de la necessitat d'un final dialogat de la violència, el fracàs de les Converses d'Alger i la posterior evolució dels esdeveniments (incloent possiblement l'atemptat que va sofrir), van fer-lo més bel·ligerant en el si d'Herri Batasuna a favor d'una nova treva d'ETA que facilités la negociació amb l'estat. No obstant això les seves tesis van quedar en minoria en el si de la direcció d'HB i d'ETA.
En 1991, el dirigent etarra Eugenio Etxebeste i tot el sector que representava, el van acusar públicament de ser un càncer liquidacionista per voler buscar un final dialogat a la violència. El 13 de març de 1991 Esnaola va presentar la seva dimissió com a membre de la Taula Nacional d'Herri Batasuna i el 23 d'abril de 1991 va dimitir del seu càrrec com a Parlamentari Basc. També va abandonar la coalició la seva col·laboradora i amiga, l'advocada Christianne Fando. Paradoxalment uns plantejaments similars als quals defensava Esnaola, van ser els que va exposar ETA en la Treva de 1998.
Després de la seva ruptura amb Herri Batasuna ha romàs allunyat de la política i dedicat a l'advocacia en el seu bufet de Sant Sebastià.